# Tartrat de calci
El tartrat de calci o 2,3-dihidroxibutandioat de calci és la sal de calci de l'àcid tàrtric, la qual fórmula és {\displaystyle {\ce {C4H4O6Ca}}} .

Cristalls de tartrat de calci en el fons d'una botella de vi

Es presenta en forma de cristalls transparents o blancs. És poc soluble en aigua (aproximadament 0,01 g en 100 ml d'aigua a 20 °C). Poc soluble poc en etanol i un poc soluble en èter dietílic. És soluble en àcids.
És el tipus de sediment més freqüent que hom troba en el vi embotellat. Tendeix a formar solucions sobresaturades amb facilitat pel que pot passar molt de temps fins que s'estableix l'equilibri de solubilitat i es formen els cristalls. Per eliminar-lo dels vins aquest s'ha de decantar. Alguns productors opten per estabilitzar els vins abans de l'embotellat evitant la formació de sediments de tartrat de calci.